# Коваленко, Александр Николаевич (генерал)
Александр Николаевич Коваленко (30 августа 1856 — не ранее 1916) — русский военачальник. Генерал-лейтенант Русской императорской армии (с 1908).

## Биография
По окончании Тифлисской гимназии в 1874 году поступил в Николаевское инженерное училище. В 1877 году окончил курс училища и был выпущен подпоручиком в 1-й Кавказский батальон.
Участник Русско-турецкой войны (1877—1878).
Окончил Николаевскую инженерную академию по 1-му разряду.
С декабря 1884 по октябрь 1891 года служил старшим адъютантом штаба Кавказской саперной бригады.
С 14.01.1895 был прикомандирован к Главному инженерному управлению, исполнял обязанности столоначальника.
С 24.11.1895 по 20.08.1898 — начальник штаба 4-й саперной бригады.
С 29.01.1901 по 10.06.1906 — батальонный командир Николаевского инженерного училища.
С 10.06.1906 командовал 13-м сапёрным батальоном.
С 08.01.1908 по 17.10.1910 — начальник 2-й сапёрной бригады.
Затем до конца ноября 1912 года служил инспектором полевых инженерных войск Виленского военного округа.
Инспектор инженерной части Виленского военного округа (с 29.11.1912)
Участник Первой мировой войны. С октября 1914 — помощник начальника инженерного снабжения Северо-Западного фронта.
С 21 января 1915 года — начальник инженерного снабжения армий Северо-Западного фронта.
На 10.07.1916 находился в той же должности на Западном фронте.
Дальнейшая судьба — неизвестна.

## Чины
- Подпоручик (22.05.1877).
- Поручик (02.09.1878.
- Штабс-капитан (12.12.1882).
- Капитан (06.10.1888).
- Подполковник (01.08.1895).
- Полковник (06.12.1899).
- Генерал-майор (08.01.1908; за отличие).
- Генерал-лейтенант (08.01.1914; за отличие).

## Награды
- Орден Святого Станислава 3-й степени с мечами и бантом (1879).
- Орден Святой Анны 4-й степени (1879).
- Орден Святой Анны 2-й степени (1896).
- Орден Святого Владимира 3-й степени (1903).
- Орден Святого Станислава 1-й степени (1911).
- Орден Святой Анны 1-й степени (ВП 22.02.1915).
- Орден Святого Владимира 2-й степени (ВП 18.03.1916).